# MLS Cup 2012
MLS Cup 2012, är den 17:e upplagan av MLS Cup, finalmatchen mellan Major League Soccer-lagen Houston Dynamo och Los Angeles Galaxy, för att välja vinanren av säsongen 2012. Matchen spelades den 1 december 2012 på Home Depot Center i Carson, Kalifornien. Los Angeles besegrade Houston med 3–1, vilket gav Galaxy deras andra raka ligatitel och fjärde sammanlagt.
För första gången i MLS Cups historia hölls inte mästerskapet vid en förutbestämd neutral plats. Istället hölls matchen på hemmaarenan för det finalistlag med mest poäng i grundserien, i detta fall The Home Depot Center (Los Angeles), som slog rekord för att varit värd för flest MLS Cup-matcher (5). Lagen möttes även i MLS Cup 2011, där Galaxy vann med 1–0.
Som finalister i MLS Cup kvalificerade sig både Houston och Los Angeles för CONCACAF Champions League 2013/2014.

## Matchdetaljer
|             | 1 december 2012 | Los Angeles Galaxy                                 | 3 – 1   | Houston Dynamo | The Home Depot Center, Carson, California |                                        |
| 1:30 PM PST | 1:30 PM PST     | Gonzalez 60′ Donovan 65′ (str.) Keane 90+4′ (str.) | Rapport | Carr 44′       | Publik: 30 510 Domare: Silviu Petrescu    | Publik: 30 510 Domare: Silviu Petrescu |
| 1:30 PM PST | 1:30 PM PST     |                                                    |         |                | Publik: 30 510 Domare: Silviu Petrescu    | Publik: 30 510 Domare: Silviu Petrescu |
| 1:30 PM PST | 1:30 PM PST     |                                                    |         |                | Publik: 30 510 Domare: Silviu Petrescu    | Publik: 30 510 Domare: Silviu Petrescu |

| Los Angeles Galaxy | Houston Dynamo |

| LOS ANGELES GALAXY: |    |                       |       |     |
|                     |    |                       |       |     |
| MV                  | 12 | Josh Saunders         |       |     |
| HB                  | 5  | Sean Franklin         |       |     |
| MB                  | 4  | Omar Gonzalez         |       |     |
| MB                  | 21 | Tommy Meyer           |       |     |
| VB                  | 2  | Todd Dunivant         |       |     |
| CM                  | 19 | Juninho               |       | 76′ |
| CM                  | 23 | David Beckham         |       | 89′ |
| HY                  | 9  | Christian Wilhelmsson |       | 74′ |
| VY                  | 18 | Mike Magee            |       |     |
| CF                  | 7  | Robbie Keane          |       |     |
| CF                  | 10 | Landon Donovan (c)    | 90+2' |     |
| Avbytare:           |    |                       |       |     |
| A                   | 14 | Edson Buddle          |       | 74′ |
| MF                  | 26 | Michael Stephens      |       | 76′ |
| MF                  | 8  | Marcelo Sarvas        |       | 89′ |
| Tränare:            |    |                       |       |     |
| Bruce Arena         |    |                       |       |     |

| HOUSTON DYNAMO: |    |                     |       |     |
|                 |    |                     |       |     |
| MV              | 1  | Tally Hall          | 90+3' |     |
| HB              | 8  | Kofi Sarkodie       |       | 77′ |
| MB              | 32 | Bobby Boswell       | 64'   |     |
| MB              | 4  | Jermaine Taylor     |       |     |
| VB              | 26 | Corey Ashe          |       |     |
| CM              | 13 | Ricardo Clark       |       |     |
| CM              | 16 | Adam Moffat         |       | 71′ |
| HY              | 27 | Óscar Boniek García |       |     |
| VY              | 11 | Brad Davis (c)      |       |     |
| CF              | 3  | Calen Carr          |       | 59′ |
| CF              | 12 | Will Bruin          |       |     |
| Avbytare:       |    |                     |       |     |
| A               | 9  | Macoumba Kandji     |       | 59′ |
| MF              | 23 | Giles Barnes        |       | 71′ |
| A               | 25 | Brian Ching         |       | 77′ |
| Tränare:        |    |                     |       |     |
| Dominic Kinnear |    |                     |       |     |

| Matchens spelare: Omar Gonzalez (Los Angeles Galaxy) Assisterande domare: Daniel Belleau Darren Clark Fjärdedomare: Hilario Grajeda |

### Statistik
|              | Los Angeles Galaxy | Houston Dynamo |
| ------------ | ------------------ | -------------- |
| Gjorda mål   | 3                  | 1              |
| Skott        | 9                  | 11             |
| Skott på mål | 4                  | 6              |
| Räddningar   | 2                  | 4              |
| Hörnor       | 3                  | 9              |
| Regelbrott   | 17                 | 13             |
| Offside      | 3                  | 2              |
| Gula kort    | 1                  | 2              |
| Rött kort    | 0                  | 0              |